# Chiến dịch những linh hồn phiêu bạt
Chiến dịch những linh hồn phiêu bạt, hay Chiến Dịch Oan Hồn Vất Vưởng (tiếng Anh: Operation Wandering Soul Vietnam War; viết tắt là OWS) là một chiến dịch tâm lý khai thác niềm tin của người Việt về những người đã khuất mà Mỹ và Việt Nam Cộng hòa phối hợp thực hiện trong chiến tranh Việt Nam. Đây là chiến dịch trong quá khứ, còn “Những linh hồn phiêu bạt” là dự án hỗ trợ Việt Nam xác định vị trí chôn cất cũng như nhận diện những quân nhân Việt Nam mất tích trong các trận đụng độ với lực lượng của Úc và New Zealand. Dự án do một nhóm học giả Úc từng tham chiến ở Việt Nam, hiện công tác tại Đại học New South Wales (Học viện Quốc phòng Úc), thực hiện.

## Mục đích
Chiến dịch đã khiến người Việt tin vào khái niệm "những linh hồn phiêu bạt":

Theo tín ngưỡng của người Việt thì người đã chết phải được chôn cất kỹ lưỡng ở đất của họ, hoặc không thì linh hồn họ sẽ phiêu bạt không có điểm đến kèm theo cơn đau khổ của họ. Người Việt nghĩ nếu họ không chôn cất người đã mất tử tế, thì linh hồn của họ sẽ đi chu du khắp nơi. Người Việt thường tổ chức lễ tưởng nhớ cho người đã mất (đám giỗ) ở nơi họ đã mất. Người Việt muốn linh hồn họ được siêu thoát và về đúng nơi của họ. Quân đội Mỹ đã dùng lợi thế này để đánh vào tâm lý Việt Cộng bằng cách phát một cuốn băng ghi âm.

Để giúp chiến dịch trở thành hiện thực, chuyên viên quân sự Mỹ với sự giúp đỡ của người Việt đi khắp nơi hoang vắng trong rừng sâu, sáng tác một cuốn băng có tên Ghost Tape No. 10 (Cuốn băng Ma số 10), sau đó đem phát tán, nhưng hiệu quả của nó lại không được kiểm chứng.

## Thu âm giọng nói
Các kỹ sư Hoa Kỳ đã dành nhiều tuần để thu lại những âm thanh kỳ lạ, chỉnh sửa, thay đổi giọng nói và đóng vai những người lính Việt Cộng hy sinh. Mỹ cũng đưa những người lính Việt Nam Cộng hòa đến để thu âm những câu nói của họ qua băng để có thêm tính xác thực. Cuốn băng Ghost Tape No. 10 được phát trên loa phóng thanh ở những khu vực Việt Cộng hoạt động thường là vào ban đêm. Máy bay trực thăng đôi khi cũng được triển khai để phát các đoạn thu âm trong đó các giọng nói đã được thu sẵn kêu gọi "con cháu" của họ trong Việt Cộng đào ngũ và ngừng chiến đấu. Mỹ cũng sử dụng các tàu tuần tra ngược dòng sông để phát băng ma, triển khai bộ binh đặc biệt để thâm nhập vào phòng tuyến của kẻ thù và cũng phát đoạn thu âm, hầu hết các hoạt động như thế này đều diễn ra vào ban đêm.

## Kết quả
Các báo cáo liên quan đến chiến dịch OWS rất sơ sài, một số báo cáo cho biết cuốn băng này vô tác dụng, nhưng cũng có báo cáo lại cho biết nó ảnh hưởng lên sức chiến đấu của đối phương. Thực tế, đoạn băng thê lương, nặng tính dị đoan, chứa đựng những điều phi lý như giọng nói từ cõi âm rên rỉ, mắc kẹt do chết oan, khóc đòi về nhà,... phần lớn đã bị đối phương loại bỏ, tịch thu vì nó không hợp với tín ngưỡng của người Việt, nhất là trong giai đoạn chiến tranh khốc liệt hồi thập niên 60, 70.